# Atletismo nos Jogos Asiáticos em Recinto Coberto de 2009
As competições de atletismo nos Jogos Asiáticos em Recinto Coberto de 2009 ocorreram entre 31 de outubro e 2 de novembro. Vinte e seis eventos foram disputados.

## Calendário
| Outubro/Novembro | 28 | 29 | 30 | 31 | 1 | 2  | 3 | 4 | 5 | 6 | 7 | 8 | Finais |
| ---------------- | -- | -- | -- | -- | - | -- | - | - | - | - | - | - | ------ |
| Atletismo        |    |    |    | 6  | 8 | 12 |   |   |   |   |   |   | 24     |

## Quadro de medalhas
| Ordem | País                   |    |    |    |    |
| 1     | Cazaquistão            | 6  | 4  | 4  | 14 |
| 2     | China                  | 5  | 3  | 1  | 9  |
| 3     | Arábia Saudita         | 4  | 2  | 2  | 8  |
| 4     | Irã                    | 3  |    |    | 3  |
| 5     | Tailândia              | 2  | 3  | 8  | 13 |
| 6     | Uzbequistão            | 2  | 2  |    | 4  |
| 7     | Catar                  | 2  | 1  | 2  | 5  |
| 8     | Vietname               | 1  | 3  | 3  | 7  |
| 9     | Brunei                 | 1  | 3  | 1  | 5  |
| 10    | Iraque                 |    | 1  | 1  | 2  |
| 10    | Taipé Chinesa          |    | 1  | 1  | 2  |
| 10    | Índia                  |    | 1  | 1  | 2  |
| 13    | Kuwait                 |    | 1  |    | 1  |
| 13    | Síria                  |    | 1  |    | 1  |
| 15    | Emirados Árabes Unidos |    |    | 1  | 1  |
| 15    | Indonésia              |    |    | 1  | 1  |
| TOTAL | TOTAL                  | 26 | 26 | 26 | 78 |

## Medalhistas
Masculino
| Evento                        | Ouro                                 | Prata                              | Bronze                             |
| 60m (detalhes)                | CHN China Bingtian Su                | KSA Arábia Saudita Yasir Alnashri  | THA Tailândia Wachara Sondee       |
| 400m (detalhes)               | KSA Arábia Saudita Ismail Alsabani   | KSA Arábia Saudita Yousef Masrahi  | KAZ Cazaquistão Sergey Zaikov      |
| 800m (detalhes)               | IRI Irã Sajad Moradi                 | KUW Kuwait Mohammad Alazemi        | IRQ Iraque Adnan Taes Al-Mntfage   |
| 1500m (detalhes)              | QAT Catar Thamer Kamal Ali           | BRN Bahrein Alemu Bekele Gebre     | QAT Catar Abubaker Ali Kamal       |
| 3000m (detalhes)              | QAT Catar James Kwalia Kurui         | BRN Bahrein Alemu Bekele Gebre     | QAT Catar Essa Ismail Rashid       |
| 60m com barreiras (detalhes)  | CHN China Wei Ji                     | QAT Catar Mohammed Essa Al-Thawadi | KSA Arábia Saudita Sami Alhaydar   |
| Revezamento 4x400m (detalhes) | KSA Arábia Saudita                   | THA Tailândia                      | UAE Emirados Árabes Unidos         |
| Salto em altura (detalhes)    | KAZ Cazaquistão Vitaliy Tsykunov     | SYR Síria Majed Aldin Gazal        | CHN China Kuansong Zhao            |
| Salto com vara (detalhes)     | UZB Uzbequistão Leonid Andreev       | CHN China Yansheg Yang             | THA Tailândia Kreeta Sintawacheewa |
| Salto em distância (detalhes) | KSA Arábia Saudita Ahmed Bin Marzouq | CHN China Haitao Zhuang            | THA Tailândia Theerayut Philakong  |
| Salto triplo (detalhes)       | KAZ Cazaquistão Roman Valiyev        | KAZ Cazaquistão Yevgeniy Ekton     | THA Tailândia Theerayut Philakong  |
| Arremesso de peso (detalhes)  | IRI Irã Amin Abrahim Paul Nikfar     | TPE Taipé Chinês Ming-Huang Chang  | KSA Arábia Saudita Sultan Alhabshi |
| Pentatlo (detalhes)           | KSA Arábia Saudita Mohammed Alqaree  | KAZ Cazaquistão Dmitriy Karpov     | VIE Vietnã Van Huyen Vu            |

Feminino
| Evento                        | Ouro                               | Prata                               | Bronze                                |
| 60m (detalhes)                | VIE Vietnã Thi Huong Vu            | UZB Uzbequistão Guzel Khubbieva     | THA Tailândia Nongnuch Sanrat         |
| 400m (detalhes)               | CHN China Jingwen Chen             | IRQ Iraque Gulustan Mahmood Ieso    | KAZ Cazaquistão Marina Maslyonko      |
| 800m (detalhes)               | KAZ Cazaquistão Margarita Matsko   | VIE Vietnã Thanh Hang Truong        | KAZ Cazaquistão Viktoriya Yalovtseva  |
| 1500m (detalhes)              | CHN China Qing Liu                 | BRN Bahrein Mimi Belete             | VIE Vietnã Thanh Hang Truong          |
| 3000m (detalhes)              | BRN Bahrein Tejitu Daba Chalchissa | VIE Vietnã Thi Hien Bui             | BRN Bahrein Gladys Jerotich Kibiwot   |
| 60m com barreiras (detalhes)  | THA Tailândia Wallapa Punsoongneun | KAZ Cazaquistão Natalya Ivoninskaya | KAZ Cazaquistão Anastassiya Soprunova |
| Revezamento 4x400m (detalhes) | KAZ Cazaquistão                    | IND Índia                           | THA Tailândia                         |
| Salto em altura (detalhes)    | UZB Uzbequistão Nadiya Dusanova    | THA Tailândia Noengruthai Chaipech  | THA Tailândia Wanida Boonwan          |
| Salto com vara (detalhes)     | CHN China Ling Li                  | VIE Vietnã Thi Phuong Le            | INA Indonésia Ni Putu Desy Margawati  |
| Salto em distância (detalhes) | KAZ Cazaquistão Olga Rypakova      | UZB Uzbequistão Yuliya Tarasova     | IND Índia Prajusha Maliakkal Anthony  |
| Salto triplo (detalhes)       | KAZ Cazaquistão Olga Rypakova      | KAZ Cazaquistão Irina Litvinenko    | THA Tailândia Thitima Muangjan        |
| Arremesso de peso (detalhes)  | IRI Irã Leyla Rajabi               | THA Tailândia Juthaporn Krasaeyan   | TPE Taipé Chinês Chia-Ying Lin        |
| Pentatlo (detalhes)           | THA Tailândia Wassana Winatho      | CHN China Haili Liu                 | VIE Vietnã Thi Thu Cuc Nguyen         |